# Рама (индуизм)
Ра́ма (санскр. राम, IAST: rāma) или Рамача́ндра (санскр. रामचन्द्र, IAST: Rāmacandra, Рама, светлый, как месяц) — аватара Вишну, легендарный древнеиндийский царь Айодхьи.
Рама почитается в индуизме как седьмая аватара Вишну, сошедшая в мир в последнюю четверть Трета-юги около 1,2 млн лет тому назад. Когда Парашурама занят творением и сохранением мирового порядка, то в этом случае Рама в качестве его аватары «призван отстоять достоинство брака, как выражения вечной и неразрывной связи между мужем и женой». Большинство индуистов считают Раму реально существовавшей исторической фигурой, царём, правившим бо́льшей частью современной Индии из своей столицы Айодхьи. Наряду с Кришной, Рама является одной из самых популярных аватар Бога в индуизме. Культ Рамы особенно характерен для последователей вайшнавизма — преобладающего направления в индуизме.
Подробное жизнеописание Рамы содержится в «Рамаяне» — одном из двух величайших древнеиндийских эпосов наряду с «Махабхаратой». Рама был старшим сыном в семье императора Айодхьи Дашаратхи и его жены Каушальи. В традиции индуизма Раму именуют «Марьяда Пурушоттама», что в буквальном переводе с санскрита означает «совершенный высочайший из мужей». Рама — муж Ситы, которая почитается в индуизме как аватара Лакшми и олицетворение совершенной женщины.
Жизнь и деяния Рамы являются совершенным примером строгого следования принципам дхармы, несмотря на тяжёлые жизненные испытания. Ради сохранения чести своего отца, Рама отказывается от своих претензий на престол царства Кошалы и соглашается добровольно уйти в изгнание в лес на период в 14 лет. В изгнании Раму сопровождают его жена Сита и брат Лакшмана, которые принимают решение присоединиться к нему, будучи не в состоянии жить в разлуке. Когда Ситу похищает Равана, — могущественный демонический правитель-ракшаса Ланки, — Рама отправляется в долгий и трудный поиск своей супруги, в ходе которого подвергаются испытанию его сила и добродетель. Определив местонахождение Ситы, Рама сражается в огромной битве с многочисленной армией Раваны. В войне принимают участие могущественные чудесные существа и применяются сверхъестественные виды оружия, обладающие огромной разрушительной силой. В конце концов Рама убивает Равану и освобождает свою жену из его плена. После завершения периода изгнания Рама возвращается в Айодхью и становится царём, а впоследствии и императором всего мира. Правление Рамы продолжается 11 тыс. лет, в течение которых на всей планете царит эпоха совершенного счастья, мира, благосостояния и справедливости, известная как «Рама-раджья».
В поисках Ситы Рама проявляет огромное мужество и доблесть, сражаясь в ужасной войне ради её освобождения. Сита в свою очередь показывает совершенный пример добродетельной жены, демонстрируя абсолютную преданность своему мужу и совершенное целомудрие, несмотря на пребывание в плену у демонического Раваны. Подобно самому Раме, его младшие братья — Лакшмана, Шатругхна и Бхарата — также проявляют доблесть, силу и добродетель. Раме оказывают содействие такие могучие последователи, как Хануман и ванары Кишкинды, с помощью которых Рама освобождает Ситу из плена Раваны. Легенда о Раме оказала огромное историческое влияние на население Индийского субконтинента и Юго-Восточной Азии. Рама и истории о нём продолжают пользоваться огромной популярностью в современной индийской культуре и индуизме. Рама почитается индуистами за проявленные им качества безграничного сострадания, доблести, верности долгу и религиозным принципам.

## Этимология
«Рама» IAST: Rāmá в «Ригведе» и «Атхарваведе» — прилагательное с двумя контекстными значениями. В одном случае оно означает «тёмный, чёрный», или существительное «тьма» или «темнота», например, в «Ригведе» 10.3.3 (в переводе Т. Я. Елизаренковой): «Распространяясь вместе с прекрасно выглядящими днями, Агни (Своими) светлыми красками одолел темноту». В женском роде, прилагательное «рами» IAST: rāmīˊ является эпитетом ночи (ратри), подобно «кришни» IAST: kṛṣṇīˊ, — прилагательного «кришна» IAST: kṛṣṇa в женском роде «тёмный; чёрный». Манфред Майрхофер предположил, что слово произошло от пра-и.е. *(H)reh1-mo-, однокоренного с др.-в.-нем. rāmag «грязный».
В другом контексте в ведийских текстах это слово означает «приятный, восхитительный, очаровательный, красивый, милый». Слово иногда используется как суффикс, например, в буддийских текстах на языке пали, где -rama добавляет значение «приятный уму, прекрасный» к составному слову.
В Ведах упоминаются двое Рам с отчествами Маргавея и Аупаташвини; другой Рама с отчеством Джамадагнья является предполагаемым автором одного из ригведийских гимнов. Согласно Монье-Уильямсу, в послеведийский период получили известность три Рамы:
1. Рамачандра («Лунный Рама»), сын Дашаратхи, потомок Рагху (Рама, описываемый в данной статье).
2. Парашурама («Рама с топором»), шестая аватара Вишну. Его также называют Джамадагнья, Бхаргава Рама (потомок Бхригу), или Чирандживи (Бессмертный).
3. Баларама («Сильный Рама»), также известен как Халаюдха («Владеющий плугом в битве»), старший брат и близкий спутник Кришны, описываемый в «Бхагавата-пуране» и «Брахма-самхите».

В «Вишну-сахасранаме», Рама — это 394-е имя Вишну. Согласно комментарию Шанкары, Рама имеет два значения: Верховный Брахман, вечно-блаженная духовная сущность, в которой обретают духовное блаженство йогины, или Бог, который согласно своей воле принял прекрасную форму Рамы, сына Дашаратхи.

## Литературные источники
Основным источником о жизни и деяниях Рамы является древнеиндийский санскритский эпос «Рамаяна», составление которого приписывается ведийскому риши Валмики. В «Вишну-пуране» излагается история Рамы как седьмой аватары Вишну. Жизнь Рамы вкратце описывается в «Бхагавата-пуране» (Девятая песнь, Главы 10-11), включая убийство Раваны и возвращение Рамы в Айодхью. Вдобавок к этому, истории о Раме также содержатся в эпосе «Махабхарата» (где содержится так называемая «Малая Рамаяна»: см.: Махабхарата, Книга 3 («Лесная»), гл. гл. 258—276). «Йога-Васиштха» рассказывает о сомнениях и печали Рамы ещё до его женитьбы. В произведении описывается как великий мудрец Вишвамитра пришёл просить у отца Рамы о помощи против борьбы с ракшасами. Васиштха разъясняет Раме о создании мира, о дхарме, о страданиях и т. д.
В разных регионах Индии существуют различные версии «Рамаяны». Последователи Мадхвачарьи полагают, что ранее существовала древняя версия «Рамаяны», так называемая «Мула-Рамаяна», которая была утеряна. Они считают, что она была более авторитетна, чем версия Валмики. Одной из важных сокращённых версий эпоса на санскрите является «Адхьятма-Рамаяна». Санскритская южноиндийская поэма VII века «Бхатти-кавья» («Поэма Бхатти»), авторства Бхатти, представляет собой пересказ эпоса, в котором параллельно иллюстрируются грамматические примеры из «Аштадхьяйи» Панини, а также основные риторические фигуры и пракрит. Позже возникли версии «Рамаяны» на народных языках полуострова Индостан, в которых описывались жизнь, деяния и божественная философия Рамы. К ним принадлежат поэма на тамильском «Камбарамаянам» авторства поэта XII века Камбар, и «Рамачаритаманаса», — версия «Рамаяны» на хинди святого XVI века Тулсидаса. Свои версии «Рамаяны» существует практически на всех современных индийских языках. К современным версиям «Рамаяны» принадлежат «Шри Рамаяна Даршанам» авторства Кувемпу на языке каннада и «Рамаяна-калпаврикшаму» Вишванатхи Сатьянараяны на телугу. В разнообразных регионах Индии, каждый из которых обладает своими неповторимыми языковыми и культурными традициями, эпос претерпел определённые изменения.
Истории из «Рамаяны» также распространились по всей Юго-Восточной Азии, в результате на свет появились уникальные версии эпоса, включившие в себя эпизоды из местной истории, фольклор, религиозные ценности, а также особые черты местных языков и литературы. К великим произведениям с уникальными характеристиками и повествовательными отличиями в изложении легенда Рамы принадлежат «Какавин Рамаяна» с острова Ява, Индонезия, «Рамакавача» с острова Бали, «Хикаят Сери Рама» из Малайзии, «Марадия Лавана» с Филиппин, «Рамакиан» из Таиланда (в котором Раму называют «Пхра Рам»). Изображения эпизодов из жизни Рамы можно встретить на стенах храмового комплекса в Ват Пхра Кео в Бангкоке. В бирманском варианте «Рамаяны», который является национальным эпосом страны, Раму именуют «Яма». В кхмерской версии «Рамаяны», «Реамкере», Рама известен как «Преах Реам». В лаосском «Пха Лак Пха Лам» Будда описывается как воплощение Рамы.

## Жизнеописание Рамы

### Рождение и детство
Намереваясь удовлетворить девов и получить достойного сына, царь Дашаратха совершил ведийское жертвоприношение путракамешти. Полученную в ходе ритуала священную пищу Дашаратха распределил между своими тремя жёнами. Согласно принципу старшинства, напиток первой приняла Каушалья, а затем — Сумитра и Кайкейи. В результате у Каушальи родился Рама, у Кайкейи — Бхарата, а у Сумитры — Лакшмана и Шатругхна. Рама родился в городе Айодхья (что в современном индийском штате Уттар-Прадеш), столице древнего царства Кошалы, в ночь девятого дня после новолуния, под накшатрой Пунарвасу и при восходящем знаке Рака. Он явился в династии Сурья-вамша («Солнечной династии») и был потомком таких великих личностей, как Икшваку (сын бога солнца Вивасвана), Рагху и Бхагиратха. Тело Рамы было тёмно-голубого цвета, что говорило о его божественном происхождении.
В «Рамаяне» описывается, что с самого детства всех четырёх братьев связывали узы дружбы и братской любви. Особо сильная привязанность существовала между Рамой и Лакшманой, и между Бхаратой и Шатругхной. Царь и его три жены очень любили всех четверых братьев, но особое предпочтение Дашаратха и придворные отдавали именно Раме. Обучение Рамы и его трёх братьев проходило в ашраме мудреца Васиштхи, который преподавал им философию Вед, законы дхармы, и другие науки. Так как мальчики родились в царской семье кшатриев, они хотели стать великими воинами. Их военное обучение было поручено мудрецу Вишвамитре. Мальчиков отправили в его лесной ашрам, где они обучились военному искусству и отличились, убив множество ракшасов, наводивших ужас на лесных жителей и осквернявших ведийские жертвоприношения брахманов. Описывается, что Рама и его братья были огромного роста, заметно выше самых высоких людей своего времени. Они обладали необыкновенной проницательностью, сообразительностью и непревзойдённым мастерством в военном деле.

### Рама начинает выполнять свою божественную миссию

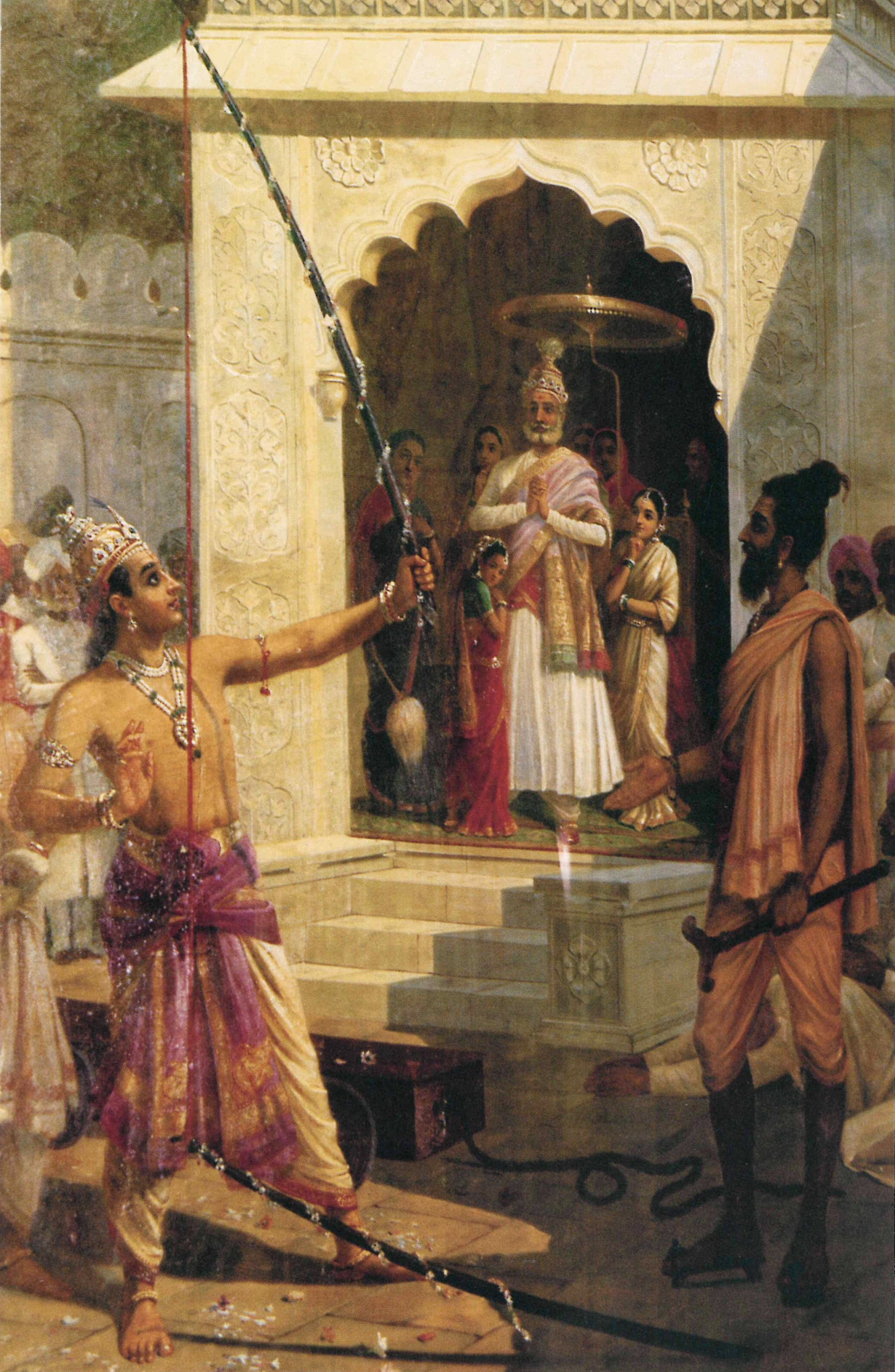
Рама разламывает лук Шивы Раджа Рави Варма (1848—1906)

Когда было объявлено о церемонии выбора жениха для Ситы, мудрец Вишвамитра привёл молодых принцев Раму и Лакшману на место проведения обряда. Для того, чтобы выиграть в состязании и получить руку Ситы, претенденту необходимо было натянуть огромный лук Шивы и выпустить из него стрелу. Считалось, что эта задача была не по силам человеку, так как лук этот был личным оружием могущественного Шивы, с которым никто не мог сравниться по силе во вселенной. Пытавшие удачу до Рамы претенденты даже не смогли сдвинуть лук с места, но когда подошёл черёд Рамы, он, натягивая лук, разломал его на две части. Слава о невероятной силе Рамы облетела весь мир и гарантировала ему женитьбу на Сите.
После пышного празднования свадьбы Рамы и Ситы, вся царская семья и армия Айодхьи начали своё путешествие домой. На их пути им повстречался спустившийся из своего ашрама в Гималаях Парашурама. Парашурама — это обладающий необычайным могуществом мудрец. Он — шестая аватара Вишну, ранее в гневе уничтоживший 21 раз всех кшатриев на планете. Парашурама не мог поверить в то, что кто-то был способен сломать лук Шивы. Считая себя всё ещё самым сильным воином на земле, он принёс с собой лук Вишну, намереваясь потребовать от Рамы натянуть его и продемонстрировать свою силу или сразиться с ним в битве. Несмотря на то, что всё войско Рамы было не в состоянии вступить в битву, будучи парализованным влиянием мистической силы Парашурамы, Рама отдал Парашураме почтительный поклон, и за долю секунды, выхватил лук Вишну из его рук, вложил в него стрелу и нацелил её прямо на сердце Парашурамы. Рама пообещал сохранить Парашураме жизнь, если тот укажет какую-либо другую цель для его стрелы. В этот момент Парашурама почувствовал, что лишился всей той необыкновенной мистической силы, которой он обладал на протяжении столь многих лет. Он осознал, что Рама является воплощением всевышнего Вишну, которого никто не может превзойти. Парашурама принял возвышенное положение Рамы, посвятил ему результаты всей своей тапасьи, отдал ему почтительный поклон и пообещал, вернувшись в свою обитель, оставить человеческое общество.
После этого Рама выпустил стрелу из лука Вишну в небо, совершив другое сверхчеловеческое действо, которое было для него простым использованием своего вечного личного оружия. Произошедшие события сильно поразили всех присутствующих. Однако даже после того как Рама с такой лёгкостью и мастерством воспользовался луком Вишну, никто кроме Васиштхи и Парашурамы не осознал его божественного положения. Говорится, что выпущенная Рамой стрела продолжает лететь в космосе и по сей день, прокладывая свой путь через всю вселенную. Возвратившись назад, она должна будет принести с собой разрушение мира.

### Изгнание Рамы и смерть Дашаратхи
Чувствуя приближение старости, Дашаратха решил возвести Раму на трон. Для церемонии был выбран благоприятный день, о чём и было официально объявлено. Новость обрадовала всех жителей царства, в особенности мать Рамы, Каушалью. Однако, у второй жены Дашаратхи, Кайкейи, была служанка по имени Мантхара, которая описывается как «кривая душой и телом». Она пришла к Кайкейи и стала убеждать её в том, что Дашаратха коварен, нечестен сердцем и желает зла для своей жены. Он хочет блага только для Каушальи, — в то время как Бхарата унижен, Рама скоро будет возведён на трон. Мантхара призвала Кайкейи действовать немедля, спасти Бхарату и саму себя. Одолеваемая ревностью, Кайкейи поспешила встретиться со своим мужем и попросила у него обещанного им ранее дара. Царь поклялся выполнить всё, что она пожелает, после чего Кайкейи попросила возвести на трон Бхарату, а Раму на четырнадцать лет изгнать в лес Дандака. Дашаратха не мог отказать своей жене в её просьбе, так как много лет назад Кайкейи спасла его от верной смерти и в награду за это получила благословение, которым она теперь и воспользовалась. Сражённый горем Дашаратха затворился в своих покоях и Кайкейи сама объявила Раме о случившемся. Рама без колебания согласился отправиться в изгнание. Придворные и жители Айодхьи, узнав о случившемся, пришли в великое горе. Особо тяжко пришлось Дашаратхе, питавшем особую привязанность к своему старшему сыну. Возненавидев свою младшую жену, Дашаратха никак не мог примириться с идеей столь долгой разлуки с Рамой. Рама, однако, ясно осознавал, что царь-кшатрия не имеет права ни при каких обстоятельствах нарушить своё обещание, так же как и сын не должен нарушать приказа своего отца.
Когда Рама рассказал обо всём Сите, он постарался в самых мрачных красках описать ей все ужасы жизни в лесу, непривычной для нежной женщины вроде неё. Рама просил её остаться в Айодхье и утешать его родителей. Сита ответила на это, что она готова перенести любые трудности, так как её долг заключается в том, чтобы служить своему мужу и везде следовать за ним. Лакшмана также последовал вслед за Рамой и все трое отправились в лес Дандаку. Жители Айодхьи были глубоко опечалены уходом Рамы и осуждали царицу Кайкейи. Сердце Дашаратхи было разбито горем и через неделю после отбытия Рамы он умер от разлуки с ним.
Во время всех этих происходивших в Айодхье событий, Бхарата был в отъезде в Гиривридже, столице царства своего дяди по матери. Когда гонцы принесли ему весть об уходе Рамы в изгнание, он поспешил обратно в Айодхью. Разгневанный поведением своей матери, Бхарата обвинил её в смерти Дашаратхи. Он заявил, что готов отречься от неё, но не будет делать этого только потому, что Рама называет её своей матерью. Желая исправить ошибку, содеянную Кайкейи, Бхарата отправился на поиски Рамы. Обнаружив своего брата скитающимся по лесам в одежде отшельника, Бхарата поведал ему о смерти Дашаратхи и стал упрашивать его вернуться в Айодхью и править по праву принадлежащим ему царством. Рама отказался и заявил, что намерен провести все четырнадцать лет в изгнании, так как к этому его обязывает долг чести: для него не представлялось возможным нарушить данное Дашаратхе слово. Поняв, что дальнейшие уговоры бессмысленны, Бхарата вернулся в Айодхью, принеся с собой пару сандалий Рамы, которые он поместил на троне в знак того, что правит всего лишь как наместник своего брата.
Непоколебимо веруя в силу судьбы, Рама не питал какого-либо чувства обиды или неприязни по отношению к Кайкейи. Согласно классическому объяснению, это изгнание на самом деле предоставило Раме возможность исполнить свою миссию: сразиться с Раваной и сокрушить его могучую империю зла.

### Похищение Ситы Раваной

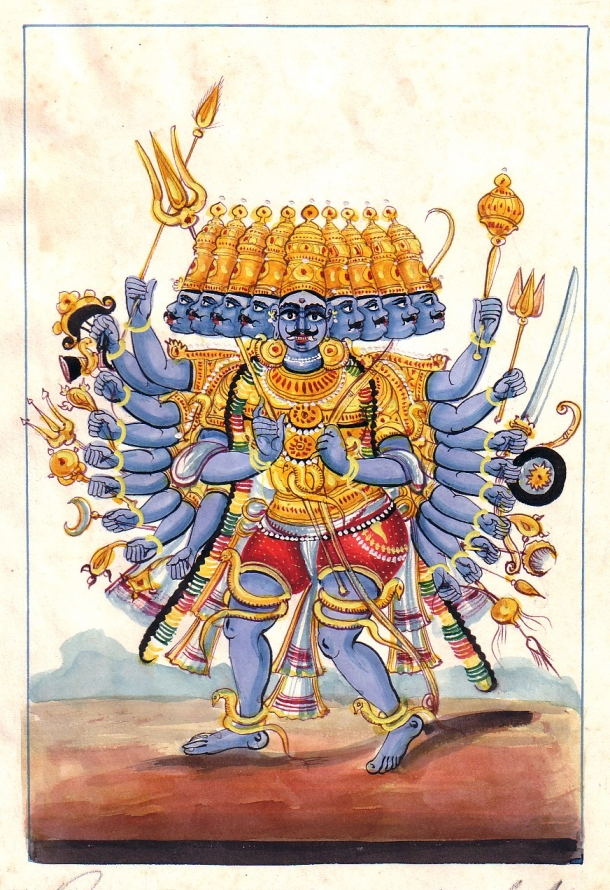
Равана — десятиглавый царь Ланки.

Рама и Сита являются протагонистами одной из самых известных любовных историй всех времён. Описывается, что они были очень сильно влюблены друг в друга. В индуистском богословии они рассматриваются как воплощения Вишну и его вечной супруги и женской ипостаси Лакшми. Сита без колебаний последовала за своим мужем, намереваясь перенести все трудности жизни в изгнании. Рама, в свою очередь, постоянно защищал её и заботился о ней.
Однажды сестра Раваны ракшаси Шурпанакха, отправившись в лес Дандаку на прогулку, увидела там Раму и без памяти влюбилась в него. Она выразила свои чувства Раме, который отказал ей, сославшись на то, что уже был женат. В шутку Рама предложил ей попытать счастья с Лакшманой, который был холостым, и, возможно, нуждался в подруге. Шурпанакха сделала предложение Лакшмане, но тот также отверг её любовь. Разозлившись, Шурпанакха обрушила свой гнев на Ситу и попыталась убить и съесть её. Лакшмана заступился за жену своего брата и отрубил Шурпанакхе нос и уши. В таком виде Шурпанакха пошла жаловаться к своему младшему брату Кхаре. Дабы отомстить за свою сестру, Кхара послал четырнадцать ракшасов с заданием убить Ситу вместе с Рамой и Лакшманой и принести их кровь, чтобы утолить жажду Шурпанакхи. Рама однако с лёгкостью убил всех ракшасов. Тогда сам Кхара выступил с четырнадцатитысячным войском, намереваясь наказать Раму.
Рама сразился с войском ракшасов и, разгромив его, в поединке убил самого Кхару. После этого Шурпанакха отправилась к Раване и рассказала ему о случившемся. Она также рассказала ему о необычайной красоте Ситы, предположив, что ей более пристало бы быть женой Раваны, чем Рамы. Этим Шурпанакха пробудила интерес Раваны, который охотно согласился отомстить за неё.
Равана был хорошо осведомлён о могуществе Рамы и Лакшманы, и посему прибег к хитрости. Он попросил своего дядю чародея Маричи принять обличье золотого оленя. Маричи в образе оленя начал резвиться около хижины, в которой жили Сита и Рама. Сита, увидев красивого оленя, попросила Раму поймать его для неё. Рама устремился в погоню за оленем, но, не будучи в силах поймать его, выстрелил в него из лука. Раненое животное громко крикнуло голосом Рамы, взывая к Лакшмане о помощи, и Сите показалось, будто Рама попал в беду и звал их на помощь. Сита попросила Лакшману немедленно отправиться на поиски своего супруга. Перед тем как оставить Ситу в одиночестве, Лакшмана провёл вокруг хижины магический круг. Оставаясь внутри этого круга, Сита была полностью защищена от любой опасности. Когда Лакшмана удалился, Равана, скрывавшийся неподалёку, вышел из кустов в облике старика санньясина и попросил у Ситы еды и питья. Ничего не подозревавшая Сита перешагнула за пределы защитного круга и Равана в ту же секунду принял свой настоящий облик, схватил Ситу, посадил её на свою летающую колесницу и полетел на Ланку. По пути Равану попытался остановить своими когтями и клювом царь грифов Джатаю (аватара Гаруды, ваханы Вишну), но потерпел поражение и был смертельно ранен Раваной. Сита благословила Джатаю, сказав, что он проживёт достаточно долго для того, чтобы поведать Раме о случившемся. Сита также попросила лесные деревья, лесных оленей, травы и реку Годавари, если они увидят Раму, рассказать ему о произошедшем.
Рама и Лакшмана убили золотого оленя и вернулись в свою хижину. Не найдя там Ситы, они очень встревожились и немедля отправились на её поиски. Наконец они набрели на тяжело раненого в схватке с Раваной Джатаю, который рассказал им обо всём, что произошло, и, закончив рассказ, умер. Рама, глубоко опечаленный смертью птицы, кремировал её тело.
Тем временем Равана привёз Ситу на Ланку и начал делать попытки добиться её благосклонности. На все его поползновения Сита ответила решительным отпором, называя его проклятым демоном и похитителем целомудренных женщин. Равана не мог прибегнуть к насилию, потому как много лет назад он насильно заключил в объятья жену другого мужчины, который проклял его, сказав, что он умрёт в тот же самый миг, когда попытается сделать это ещё раз. Таким образом Раване пришлось ограничиться запугиванием и угрозами, а когда те не помогли, просто дожидаться, пока время не сделает её сердце более благосклонным.

### Рама, Сугрива и Хануман
С целью собрать войско и освободить Ситу из плена Раваны, Рама и Лакшмана заключили союз с обезьяньим царём Сугривой, который пообещал Раме свою помощь в борьбе против Раваны в обмен на помощь Рамы в возвращении его царства, которое захватил его брат Вали (тж. Бали). Рама убил Вали и передал власть над царством обратно в руки Сугривы. После этого Сугрива собрал огромное войско обезьян (ванаров), и с ними Рама и Лакшмана пустились в поход к Ланке.
Когда армия подошла к морю, Рама, не видя иного способа переправиться через отделявший остров Ланку от континента пролив шириной сто (йоджан), решил построить мост. В это время великий преданный Рамы Хануман, обладавший необыкновенной силой, перепрыгнул через пролив и отправился на поиски Ситы. Обнаружив её в саду дворца Раваны, он рассказал ей о том, что Рама готовился освободить её. Он также вручил ей перстень, полученный им от Рамы. После этого Хануман начал резвиться в дворцовом парке, уничтожая растения и цветы. Ракшасы-стражники схватили его и привели его к Раване. В присутствии Раваны, Хануман свернул свой длинный хвост в спираль и сделал из него подобие сиденья, которое оказалось заметно выше трона Раваны. Когда Хануман уселся таким образом, разгневанный Равана хотел было приказать убить дерзкую обезьяну, но Хануман представился как посол, чья жизнь, по законам дипломатии, была неприкосновенна. Тогда Равана приказал своим стражам подпалить Хануману хвост. Они обернули его хвост пропитанной маслом тканью, подожгли её, и отпустили Ханумана на свободу. Хануман с горящим хвостом начал прыгать со здания на здание, распространив огонь по всей столице Раваны. После этого Хануман перепрыгнул обратно на континент и рассказал Раме обо всём случившемся.

### Рама побеждает Равану
Когда строительство моста было завершено и Рама переправился на Ланку, брат Раваны Вибхишана, перешедший на сторону Рамы, выдал ему много ценной информации о воинских силах Раваны и об укреплениях острова. Периодически ракшасы выходили из города, что приводило к яростным схваткам, заканчивавшимся переменным успехом. Рама и Лакшмана дважды были ранены в схватке с сыном Раваны Индраджитом, который некогда одержал победу над самим Индрой. Другой брат Раваны, гигант Кумбхакарна, хватал и пожирал обезьян сотнями. Рама и Лакшмана вылечились волшебной травой, которую в очень короткие сроки принёс из Гималаев Хануман вместе с горой, на которой она росла. Несмотря на огромные потери, обезьянье войско начало одерживать вверх над ракшасами, которые гибли в огромном количестве. На поле битвы полегли Индраджит, Кумбхакарна и другие военачальники армии Раваны. Наконец, сам Равана вступил в единоборство с Рамой. Наблюдать за ходом этого поединка явились многие дэвы. Рассказывается, что сражались они друг с другом как разъярённые львы. Своими стрелами Рама одну за другой отсекал головы десятиглавого Раваны, но каждый раз на место отсечённой головы мистическим образом вырастала новая. Стрелы, до того смертельно поразившие Маричи, Кхару и Бали, не могли лишить жизни могучего царя Ланки. Тогда Рама решил применить оружие Брахмы, стрелу, дарованную ему мудрецом Агастьей, обладавшим способностью управлять ветром. В наконечнике этой стрелы находилась огромная сила огня, а весом она равнялась горе Меру. Рама пустил в ход эту стрелу особыми ведийскими мантрами и пустил её в Равану. Стрела, пронзив грудь Раваны и омывшись в его крови, вернулась в колчан Рамы. После смерти Раваны на небесных планетах началось великое ликование, и благодарные дэвы осыпали Раму дождём из небесных цветов.

### Испытание Ситы огнём и её уход в изгнание
После смерти Раваны Вибхишана доставил Ситу к Раме на красиво разукрашенной колеснице. Но ко всеобщему удивлению Рама фактически отказался её принять, считая её осквернённой пребыванием во дворце ракшасы. Сита была глубоко уязвлена таким отношением Рамы, и, чтобы доказать свою невинность, решилась пройти испытание огнём. Лакшмана приготовил костёр и Сита вошла в него. Сам бог огня Агни вывел её из огня невредимой, отвёл её к Раме и попросил принять её назад. Рама заявил, что и без всякого испытания он был уверен в чистоте своей супруги, но хотел доказать её невинность другим.
Когда срок изгнания закончился, Рама, Сита и Лакшмана вместе с обезьяньими предводителями и их жёнами с большой торжественностью вступили в город, где Рама был помазан на царство. За этим последовала эпоха правления Рамы (Рама-раджья), продолжавшаяся 10 000 лет — век процветания, равного которому не было в истории. Говорится, что в это время по всей земле царил мир, дети не плакали, не было засух и земля давала обильные плоды, не существовало болезней, бедности и преступности.
Однажды Рама переоделся в простого человека и пошёл в город с целью разузнать, какого мнения о нём были его подданные. Рама стал свидетелем того, как один стиральщик побил свою жену, подозреваемую в прелюбодеянии, и заявил, что он не такой глупец как Рама, чтобы поверить в чистоту жены, которая провела годы в плену у другого мужчины. Чтобы избавить Ситу и самого себя от клеветы, он отослал её жить в хижину в лесу. В то время Сита была беременна и, находясь в изгнании, родила двух мальчиков-близнецов — Лаву и Кушу. Как только дети вышли из младенческого возраста, их послали к Раме. При виде своих сыновей Раму одолели воспоминания счастливого прошлого, и он принял Ситу обратно во дворец. Но при полном собрании придворных, её снова попросили доказать свою невинность. Сита пришла в отчаяние и взмолилась к матери-Земле Бхуми, тж. Притхиви, давшей ей жизнь, чтобы она приняла её обратно. В ответ на молитвы Ситы Земля разверзлась и приняла её в свои объятия.
После этого миссия аватары Рамы была выполнена. Рама пошёл на берега священной реки, и, оставив тело, вернулся в свою вечную духовную обитель.

## Рама как аватара Вишну
В «Рамаяне» рассказывается, как олицетворение Земли богиня Бхуми пришла к творцу вселенной Брахме, моля спасти её от неправедных царей, которые нещадно эксплуатировали её ресурсы и были повинны в смерти множества людей в кровавых войнах. К Брахме также пришли просить прибежища многие девы, испуганные огромным могуществом десятиглавого демонического правителя Ланки Раваны. В результате полученных благословений, Равана обладал непревзойдённой силой и был неуязвим для девов и всех видов живых существ во вселенной, кроме животных и людей. Равана одержал вверх над девами и взял под свой контроль все три мира вселенной. Описывается, что Равана был гордым, воинственным и покровительствовал всякого рода демонам и негодяям.
Брахма вместе с Бхуми и другими девами начали поклоняться хранителю вселенной Вишну, моля его низойти и освободить их от тирании Раваны. В ответ Вишну пообещал убить Равану, явившись на земле как царь Рама — старший сын правителя Кошалы Дашартхи. Лакшми, вечная супруга и женская ипостась Вишну, родилась на земле как Сита. Её приёмным отцом стал царь Митхилы Джанака. Родила Ситу не женщина, а сама Мать-Земля Бхуми, Джанака же обнаружил её в борозде на поле. Вечный спутник и одна из ипостасей Вишну, Ананта-шеша, воплотился как Лакшмана и оставался вместе с Рамой во всех его испытаниях. Во время пребывания Рамы на Земле никто, за исключением его самого и группы избранных мудрецов (среди которых были Васиштха, Шарабханга, Агастья и Вишвамитра), не знали о его божественном происхождении. Хотя Раме оказывали почтение и поклонение множество мудрецов, которых он встречал на протяжении своей жизни, только наиболее возвышенные и учёные из них осознавали его настоящее положение как аватара Всевышнего. После победы Рамы в войне с Раваной, сразу же после того, как Сита выдержала проверку её целомудрия, пройдя сквозь огонь, Брахма, Индра и другие девы вместе с небесными мудрецами и Шивой спустились с небес. Они подтвердили непорочность Ситы и, поблагодарив Раму за освобождения вселенной от сил зла, открыли божественное положение Рамы и объявили о завершении того этапа его миссии.

## Образ в искусстве

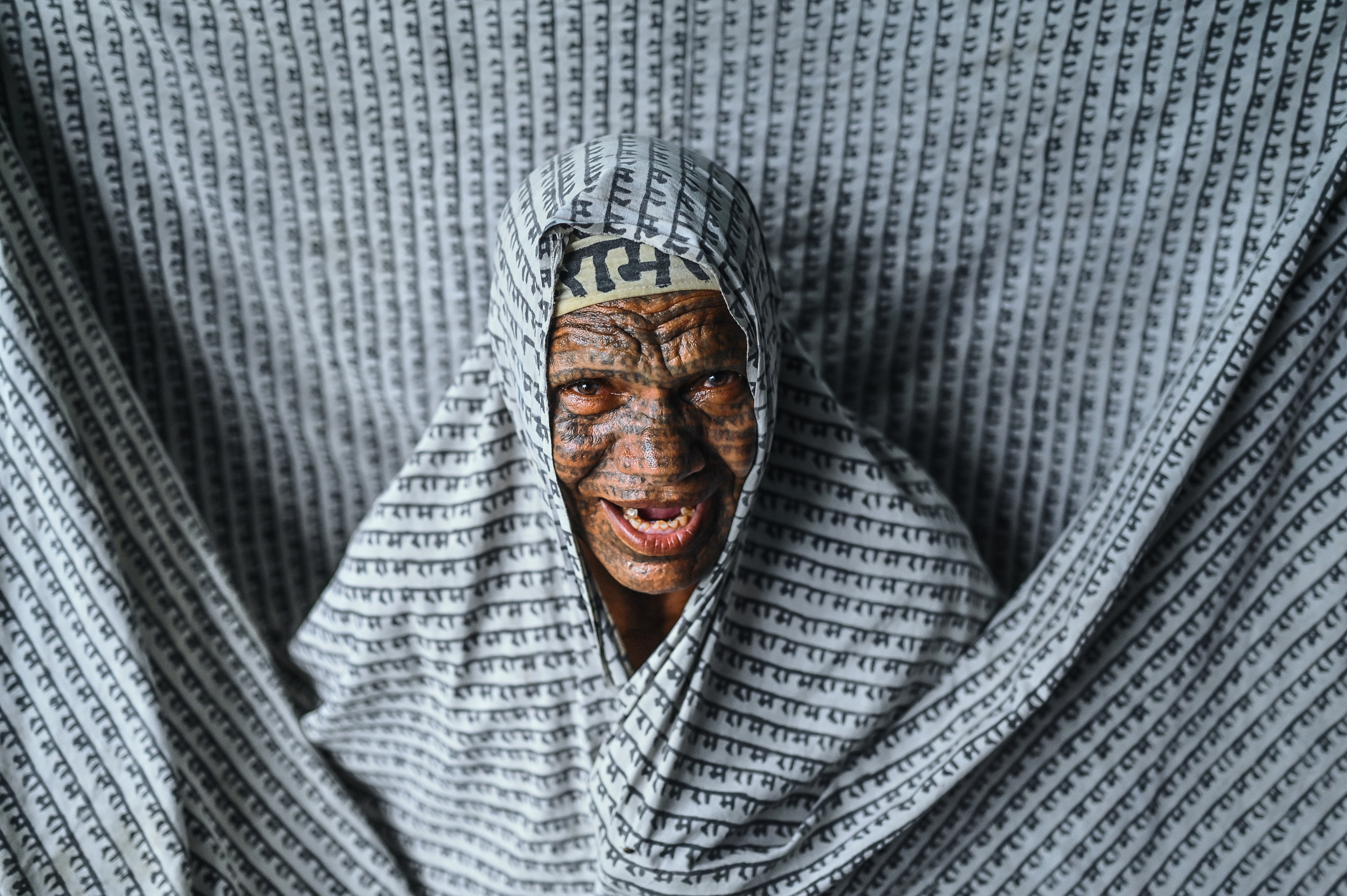
Член индуистской секты Рамнами Самадж с татуировками на лице в виде многократно повторённого имени бога Рамы

Рама обычно изображается в виде воина с большим луком, колчаном стрел и короне вишнуитского типа. Его спутником нередко бывает брат — Лакшман. Также вместе с Рамой может находиться изваяние его жены — Ситы — представленной в позе трёх наклонов. Ещё одним спутником Рамы может быть предводитель обезьян — Хануман. Причём бронзовые статуэтки Рамы, Ситы, Лакшмана и Ханумана всегда являются изваяниями в положении стоя. Сита располагается справа от Рамы, а Лакшман — слева.